# Amour, gloire et débats d'idées
Cet article possède un paronyme, voir Amour, Gloire et Beauté.
 (juillet 2014).
Si vous disposez d'ouvrages ou d'articles de référence ou si vous connaissez des sites web de qualité traitant du thème abordé ici, merci de compléter l'article en donnant les références utiles à sa vérifiabilité et en les liant à la section « Notes et références ».

Amour, Gloire et Débats d'idées est une émission de télévision humoristique écrite et réalisée par Nicolas et Bruno. Elle détourne les dialogues d'une telenovela vénézuélienne, Ilusiones (es), et fut diffusée sur Canal+ en 1997 et 1998.

## Les auteurs
Les deux auteurs-réalisateurs-doubleurs de ces sketches, Nicolas & Bruno, ont ensuite notamment réalisé la série culte Message à caractère informatif pour l'émission Nulle part ailleurs.
Ce sont également les auteurs-réalisateurs en 2006 de la série Le Bureau avec François Berléand, adaptation de la série britannique The Office.
En 2007 ils écrivent et réalisent La personne aux deux personnes, leur premier long-métrage, avec Daniel Auteuil, Alain Chabat et Marina Foïs.

## La vidéo
Amour, Gloire et Débats d'idées est sorti en VHS en 1998 chez Canal+ Video, avec tous les épisodes diffusés, deux épisodes à karaoker et un tatouage. La cassette était parfumée.